# Salar del Hombre Muerto
Salar del Hombre Muerto är en saltslätt i Argentina. Den ligger i den norra delen av landet, 1 300 km nordväst om huvudstaden Buenos Aires. Arean är 588 kvadratkilometer.